# 逆含意
逆含意（ぎゃくがんい、英: converse implication）は、含意（= 論理包含）の逆、つまり任意の2つの命題 P と Q について、Q が P を含意するならば、P は Q の逆含意である。
逆含意は {\displaystyle P\Leftarrow Q} , {\displaystyle P\leftarrow Q}, p ⊂ q, Bpq のような形式で表記され、「{\displaystyle P} でないなら {\displaystyle Q} でない」、「{\displaystyle Q} ならば {\displaystyle P}」、「{\displaystyle P} は {\displaystyle Q} の必要条件」と読む。 英語では、 "P if Q" に相当する。

## 定義

### 真理値表
A ← B の真理値表は以下。
| A  | B  | A←B |
| -- | -- | --- |
| 真 | 真 | 真  |
| 真 | 偽 | 真  |
| 偽 | 真 | 偽  |
| 偽 | 偽 | 真  |

### ベン図
「B ならば A」を表すベン図（左の円がAに、右の円がBに対応する。赤い領域は命題が真で、白い領域は命題が偽であることを示す。）：

## 性質
真理保存性全ての変数の真理値が真ならば、逆含意も必ず真になる性質がある。

## ブール代数
ブール代数において、 p ← q は (A+B′) と等価である。